# Bảo Chung
Nguyễn Văn Lâm (sinh ngày 4 tháng 8 năm 1955), thường được biết đến với nghệ danh Bảo Chung là một diễn viên hài người Việt Nam. Khởi đầu từ bộ môn cải lương giống như những nghệ sĩ hài gạo cội khác của Nam Bộ như Bảo Quốc, Lê Vũ Cầu và Mỹ Chi. Bảo Chung tình cờ được làm quen với hài kịch sân khấu và sau đó nhanh chóng tạo được dấu ấn với khán giả nhờ tài năng và một phần là do điệu cười độc đáo học từ của danh hài Văn Chung.
Những tiểu phẩm của ông thường có nội dung châm biếm những thói hư tật xấu, đả kích những tiêu cực, tham nhũng của xã hội, và thường rất được yêu thích. Ông từng được khán giả bầu chọn là "Một trong 10 danh hài được yêu thích nhất" trong năm 1992 và 2 lần được trao huy chương vàng trong cuộc thi "Danh hài Thành phố Hồ Chí Minh" trong 2 năm 1996 và 2000.

## Tiểu sử
Bảo Chung sinh ngày 4 tháng 8 năm 1955 tại quê mẹ ở huyện Bình Chánh, ngoại thành Sài Gòn. 
Lên 6 tuổi, ông được cha mẹ gửi vào chùa làm chú tiểu để học kinh Phật. Năm 1968, khi 13 tuổi ông trốn chùa để xin đi theo đoàn hát Đồng Ấu Hoa Thế Hệ của ông bầu Quang Phục khi đó đang diễn tại chợ Bình Chánh. Tại đoàn Bảo Chung học ca cổ nhạc, đóng vai quân sĩ, chạy cờ rồi về sau được đôn lên đóng các vai kép ba, kép nhì. Trong thời gian này, ông còn làm thêm nghề sắp chữ trong nhà máy in để có tiền học hát cổ nhạc. Khi đoàn Đồng Ấu Hoa Thế Hệ tan rã, ông lần lượt đi theo nhiều đoàn hát khác nhau. Năm 17 tuổi, Bảo Chung chuyển từ cổ nhạc sang học tân nhạc.

## Sự nghiệp
Năm 1975, miền Nam hoàn toàn giải phóng, vừa tròn 20 tuổi Bảo Chung vẫn phải chuyển từ đoàn hát này đến đoàn hát khác và đi diễn khắp các tỉnh thành từ miền Trung và Đông Nam bộ. Đến khi gia nhập đoàn Sông Hậu 3, ông lần đầu được giao vai kép chánh trong vai Lục Vân Tiên, hát chung với nữ nghệ sĩ Tuyết Thu Hồng trong vai Kiều Nguyệt Nga. Thời gian này, ông vẫn chưa được nhiều người biết đến cho dù có đến 4 năm trong những vai kép mùi, kép chánh và vẫn phải đi diễn ở các tỉnh xa.
Năm 1979, khi đang đi diễn với một đoàn hát tại Quy Nhơn, Bình Định, vì đoàn thiếu diễn viên nên Bảo Chung được giao đóng vai hề cho các vở Lâm Sanh - Xuân Nương, Bên Cầu Dệt Lụa. Ban đầu ông không đồng ý nhưng sau đó nhận lời nhập vai, vai diễn của ông khi lên sân khấu đã thành công ngoài dự kiến và từ đó song song với kép chính, Bảo Chung còn kiêm thêm diễn các vai hài. Năm 1981, Bảo Chung về Thành phố Hồ Chí Minh lần lượt gia nhập các đoàn Sài Gòn 1, Sài Gòn 3 và Trần Hữu Trang 1. Suốt thời kỳ này, Bảo Chung có cơ hội được diễn với những danh hài nổi tiếng một thời như Văn Chung, Tùng Lâm, Thanh Hoài, Kim Quang và Ba Vân. Năm 1985 (có thông tin từ năm 1991) tại đoàn cải lương Sài Gòn 1, Bảo Chung vào vai Trần Lôi trong vở tuồng Chắp Cánh Chim Bằng của tác giả Thanh Kim Huệ, đạo diễn Thanh Điền. Thành công của vai diễn này đã giúp Bảo Chung khẳng định được tên tuổi và khả năng diễn hài của mình với khán giả. Đây còn được coi như vai diễn hài đầu tiên mà ông sử dụng nghệ danh Bảo Chung. Thời gian này, Bảo Chung tiếp tục tạo được dấu ấn với vai hài được coi là nổi bật nhất với vai ông trưởng ấp trong vở Bài Ca Tìm Mẹ của đoàn cải lương Sài Gòn 2.
Năm 1992, ông được khán giả và độc giả các báo trong nước bình chọn là một trong 10 danh hài được yêu thích nhất trong năm. Năm 1996, trong cuộc thi "Danh hài Thành phố Hồ Chí Minh" được tổ chức tại Nhà hát Hòa Bình, Bảo Chung đã giành được huy chương vàng của cuộc thi với tiểu phẩm hài Bao Công kỳ cục án. Sau thành công của Bao Công kỳ cục án, ông tiếp tục sáng tác nhiều tiểu phẩm hài khác Liên khúc tình xa và Tiên Sài Gòn. Một thời gian sau, sân khấu cải lương bắt đầu thời kỳ xuống dốc do mất dần khán giả, Bảo Chung quyết định rời Nhà hát Trần Hữu Trang chuyển sang thành lập nhóm hài mang tên "Bảo Chung". Những vở diễn thành công của nhóm trong thời gian này phải kể đến như Bao Công, Tiên ông năm 2000, Táo Quân và Giao thông vận tải. Năm 2000, tiểu phẩm Tiên Sài Gòn với nội dung chê cười vấn đề giao thông trong nước đã giúp Bảo Chung một lần nữa đoạt huy chương vàng cuộc thi "Danh hài Thành phố Hồ Chí Minh".
Năm 2004, Bảo Chung được mời đảm nhận một vai phụ trong bộ phim điện ảnh hài mang tên Khi đàn ông có bầu, cùng tham gia phim còn có hàng loạt nghệ sĩ hài nổi tiếng như Tấn Beo, Hồng Vân, Thúy Nga, Bảo Quốc và Phước Sang. Cũng trong năm này, trong cuộc thi "Nụ cười vàng", nhóm hài Bảo Chung - Tấn Hoàng đã đoạt danh hiệu là một trong 10 nhóm hài được yêu thích nhất. Đây là cuộc thi do Sở Văn hóa - Thông tin Thành phố Hồ Chí Minh, Hội Sân khấu và Báo Sân khấu Thành phố Hồ Chí Minh tổ chức để tìm những gương mặt hài và nhóm hài thành công nhất. Cùng đoạt giải còn có các nhóm hài như Tấn Beo - Tấn Bo, nhóm Thúy Nga, nhóm Anh Vũ - Ngọc Giàu, nhóm Hữu Phước và nhóm Hồng Vân - Hoài Linh.
Cuối năm 2010, Bảo Chung sang Hoa Kỳ làm việc với Trung tâm Vân Sơn. Ông có dịp diễn hài chung với các nghệ sĩ hải ngoại Vân Sơn, Lê Huỳnh, Quang Minh - Hồng Đào, đặc biệt là được gặp lại người bạn diễn cũ Kiều Oanh. Năm 2011, ông được nhà nước Hoa Kỳ chứng nhận là Thường trú nhân tại Hoa Kỳ.

## Nghệ danh
Trước đây, ông từng đi hát vài năm với cái tên Phương Lâm. Vì học theo điệu cười của danh hài Văn Chung và lối diễn của Bảo Quốc nên Bảo Chung ghép chữ "Bảo" và chữ "Chung" của 2 nghệ sĩ này để làm nghệ danh của mình. Bảo Chung được khán giả khen tặng cho ông là vua hề vào những năm 1990.

## Danh sách hài kịch

### Album hài đã phát hành
- Bảo Chung cười 1 - Liên khúc chiều mưa
- Bảo Chung cười 2 - Sợ vợ
- Bảo Chung cười 3 - Kỳ phùng địch thủ
- Bảo Chung cười 4 - Tui đã biểu... đừng
- Bảo Chung cười 5 - Được vợ nhờ âm nhạc
- Bảo Chung cười 6 - Liên khúc tình xa
- Bảo Chung cười 7 - Ba bức thư tình
- Bảo Chung cười 8 - Liên khúc đời tôi
- Bảo Chung cười 9 - Ốm đẹp mập sang
- Bảo Chung cười 10 - Giấc mơ tỷ phú
- Bảo Chung cười 11 - Chuyển bại thành xụi
- Bảo Chung Cười 12 - Kiếp cá độ (2010)
- Bảo Chung cười 14 - Dưỡng phụ (2010)
- Thằng vô duyên 1
- Thằng vô duyên 2
- Thằng vô duyên 3
- Thằng vô duyên 4
- Làm một lần cho đáng

### Hài đã đóng ở Việt Nam
- Bao Công kỳ cục án
- Liên khúc tình xa
- Tiên Sài Gòn
- Bao Công
- Tiên ông năm 2000
- Táo quân
- Giao thông vận tải
- Tiên Sài Gòn
- Hạt giống kỳ lạ
- MC tranh tài
- Số đỏ
- Vận xui
- Ma men
- Ghen
- Chuyện tình U60
- Trả đũa
- Già dê ga
- Dạy con hàng xóm
- Khổ đời tôi
- Thạch Sanh - Lý Thông
- Đêm tân hôn
- Xứng lứa vừa đôi
- Chuyện tô cháo lòng
- Chúc tết vui vẻ
- Mùng 1 Tết
- Trộm bắt trộm
- Đôi mắt người thương
- Ăn mày tìm con
- Đường lên đỉnh G
- Cái dậu mồng tơi
- Kỳ phùng địch thủ
- Giấc mơ Bao Công
- Lòng lề đường
- Tuyển chọn ca sĩ
- Đêm tân hôn
- Gài bẫy, bẫy sập
- Thiên thần cắc cớ
- Trúng số độc đắc
- Càn Long tửu
- Thần Tài gõ cửa
- Chuyện tình Tây Thi
- Vùng quê không yên tỉnh
- Ông Tư Cổ Cò
- Chuyện mùng 1
- Trùm vô duyên
- Trùm nhậu chùa
- Lấy le với gái
- Thằng vô duyên
- Cứ để tôi
- Cười sặc cơm
- Lô tô 169
- Hai lúa
- Dê gái chưa chồng
- Trộm cho về nhậu
- Thánh dê gái
- Gà trống nuôi con
- Bỏ rơi con
- Điện thoại công cộng
- Tao đâu có ngu

- Các tiểu phẩm hài tại loạt gameshow như: Tài tiếu tuyệt, Danh hài đất Việt, Vitamin cười và Diêm Vương xử án
- Và nhiều vở hài kịch khác

### Hài đã đóng ở Trung tâm Vân Sơn
- Tiên Việt Nam (Vân Sơn 45)
- Lương Sơn Bá - Chúc Anh Đài (Vân Sơn 45)
- Giữ trọn tình quê (Vân Sơn 46)
- Thằng Bờm (Vân Sơn 46)
- Tuổi hạc (Vân Sơn 47)
- Chuyện tình vào hạ (Vân Sơn 47)
- Song tấu thi hát (Vân Sơn 48)
- Garage sale (Vân Sơn 49)
- Nhạc cảnh: Lá thư trần thế (Vân Sơn 49)
- Đêm trắng (Vân Sơn 49)
- Thăm quê (Vân Sơn 50)
- Tình đổi chiều (Vân Sơn 50)
- Dưới Quê Mới Lên (Vân Sơn 51)
- Sui Gia Kỵ Rơ (Vân Sơn 52)

## Danh sách phim
- Khi đàn ông có bầu
- Cổ tích Việt Nam: Đầy tớ và tên trộm
- Đôi cánh đồng tiền
- Ngày nảy ngày nay
- Tiên nữ không kiêng cữ
- Trùm nổ 1
- Trùm nổ 2
- Hai lúa lên đời
- Quán ăn vui vẻ
- Liên khúc tình xa 1
- Thông gia đại chiến 2
- Tạp lục
- Và nhiều bộ phim khác

### Những sự xuất hiện khác
- Album phim ca nhạc Trọn đời bên em 9: Giáng trần phần 1 (của ca sĩ Lý Hải)
- Album phim ca nhạc Trọn đời bên em 9: Giáng trần phần 2 (của ca sĩ Lý Hải)
- Album phim ca nhạc Trọn đời bên em 10: Giáng trần phần 1 (của ca sĩ Lý Hải)
- Album phim ca nhạc Trọn đời bên em 10: Giáng trần phần 2 (của ca sĩ Lý Hải)
- Album phim DVD & CD Cô dâu đại náo: Ngày xuân vui cưới (của Danh hài Thuý Nga)
- Album phim ca nhạc: Sóng gió nhân tâm
- Chuỗi MV của Mưa bụi
- MV phim ca nhạc Kiếp cá độ - Bảo Chung ft. HKT
- MV phim ca nhạc Con gái thời nay - Lý Hải ft. Bảo Chung
- MV phim ca nhạc Thời niên thiếu - Trần Hạo Nam

## Danh sách tuồng cải lương
- Kiều Nguyệt Nga
- Lâm Sanh - Xuân Nương
- Thoại Khanh - Châu Tuấn
- Phạm Công - Cúc Hoa
- Bên cầu dệt lụa
- Chắp cánh chim bằng
- Tìm lại cuộc đời
- Vợ thằng Đậu
- Cả nhà sợ vợ
- Bà ca tìm mẹ
- Và nhiều vờ cải lương khác

## Chương trình truyền hình
- Tài tiếu tuyệt - Diễn viên
- Vitamin cười - Diễn viên
- Danh hài đất Việt - Diễn viên
- Diêm vương xử án - Diễn viên
- Hội quán tiếu lâm - Diễn viên
- Tết vạn lộc - Diễn viên
- Gặp nhau để cười - Diễn viên
- Miss & Mister Universe Pageant - Giám khảo
- Cười xuyên Việt - Giám khảo
- Làng hài mở hội - Giám khảo
- Thách thức danh hài - Giám khảo vòng casting
- Và nhiều chương trình khác

## Giải thưởng
Tiêu biểu:
- Top 10 danh hài được yêu thích nhất năm 1992[2]
- Huy chương vàng Danh hài Thành phố Hồ Chí Minh năm 1996[3]
- Huy chương vàng Danh hài Thành phố Hồ Chí Minh năm 2000[3]
- Top 10 nhóm hài được yêu thích nhất Nụ cười vàng 2004[6]